# Frank Bridge
Frank Bridge (Brighton, 26 febbraio 1879 – Eastbourne, 10 gennaio 1941) è stato un compositore, violista e direttore d'orchestra britannico.

## Biografia

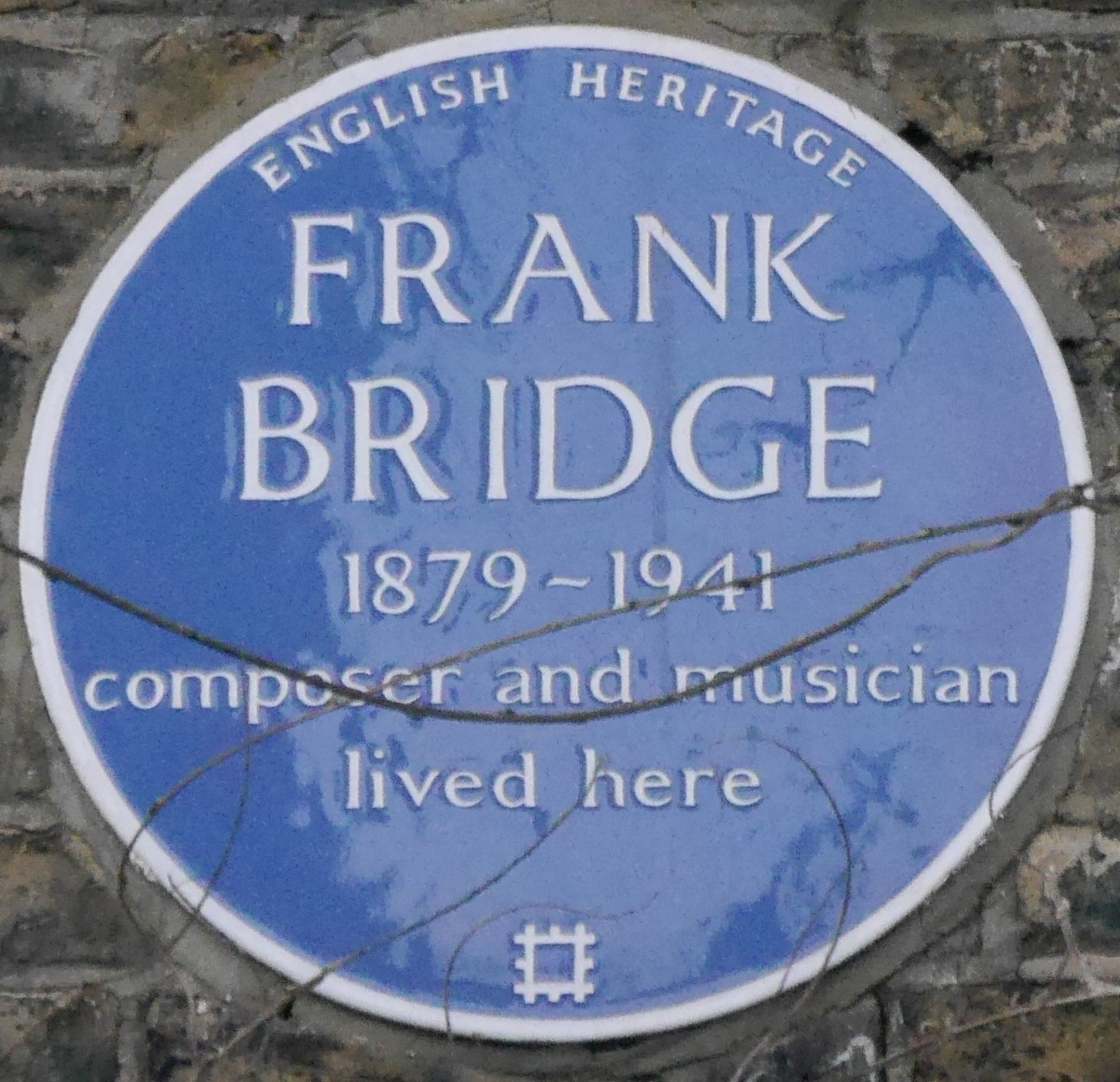
Targa posta al, 4 Bedford Gardens, Kensington, London

Studiò al Royal College of Music a Londra dal 1899 al 1903 sotto Charles Villiers Stanford e altri musicisti. Suonò la viola in diversi quartetti, e in particolare con l'English String Quartet (assieme a Marjorie Hayward), e diresse, a volte in sostituzione di Henry Wood, prima di dedicarsi alla composizione, ricevendo il patrocinio di Elizabeth Sprague Coolidge.
Bridge era pacifista convinto, e fu profondamente turbato dalla prima guerra mondiale, al punto che ricominciò a comporre soltanto nel 1921–24 con la sonata per pianoforte, che mostra un cambiamento radicale del linguaggio musicale. Nel 1915 compose Lament (for Catherine, aged 9 "Lusitania" 1915) per orchestra d'archi, in memoria dell'affondamento della RMS Lusitania. Il pezzo venne eseguito in prima dalla New Queen's Hall Orchestra, diretta dal compositore, il 15 settembre, alle Proms del 1915, come parte di un programma di "musica popolare italiana", il resto del quale venne diretto da Henry Wood.
Bridge rimase frustrato dal fatto che le sue ultime composizioni venivano ignorate mentre le prime "edoardiane" continuavano a ricevere attenzione.
Bridge è soprattutto ricordato per il tutoraggio privato dato a Benjamin Britten, che in seguito sostenne la musica del suo maestro e gli rese omaggio nelle Variazioni su un tema di Frank Bridge (1937), composte sulla base di un tema dal secondo dei Tre Idilli per quartetto d'archi (1906). Britten fu allievo di Bridge solo per la composizione, tuttavia sostenne apertamente che nel 1963 si sentiva ancora di "non aver raggiunto" gli standard tecnici che gli aveva fissato Bridge. Quando Britten si recò negli Stati Uniti con Peter Pears nel 1939, Bridge gli consegnò la sua viola Giussani e gli augurò buon viaggio e buon ritorno. Bridge morì nel 1941 senza aver rivisto Britten.

## Musica
Fra le opere di Bridge si distinguono la suite orchestrale The Sea (1910–11), l'Oration (1930) per violoncello e orchestra (registrata nel 1976 da Julian Lloyd Webber) e l'opera The Christmas Rose (prima nel 1932), ma egli è più noto oggi per la sua musica da camera. Le sue prime composizioni sono nello stile del tardo romanticismo, ma le opere successive come il Terzo (1926) e Quarto (1937) quartetto d'archi, hanno una composizione armonica molto raffinata, mostrando l'influenza della seconda scuola viennese. Le sue opere mostrano inoltre influenze armoniche di Maurice Ravel, e molto sfumate di Aleksandr Skrjabin. Una delle sue più caratteristiche armonie è l'accordo di Bridge in Do minore e Re maggiore suonati all'unisono, molto commoventi in There Is a Willow Grows Aslant a Brook e nella Sonata per pianoforte (1921–24). Egli scrisse questi lavori in memoria di Ernest Farrar.
Altre opere frequentemente eseguite sono l'Adagio in Mi per organo, Rosemary per pianoforte, e il suo capolavoro, la Sonata per violoncello in Re minore (1913–17). Lo Scherzetto per violoncello e pianoforte fu riscoperto nella biblioteca del London's Royal College of Music dal violoncellista Julian Lloyd Webber.
Anche se non era un organista, e non associato alle musiche della Chiesa anglicana, i suoi brevi pezzi per organo sono fra le sue composizioni più eseguite.
Le sue Three Songs for voice, viola and piano (1907) sono state il brano oggetto di analisi per la seconda prova pratica del Concorso AFAM DM180 per la classe d'insegnamento CODM/04 (Storia della Musica) svoltasi al Conservatorio Francesco Morlacchi di Perugia il 24 febbraio 2024.

## Composizioni
- Quartetto n° 1 in mi minore "Bologne"
- Quartetto in sol minore
- Quartetto n° 3
- Quartetto nº 4
- The Christmas Rose opera
- Fantasia-Trio con pianoforte
- Fantasia per quartetto con pianoforte
- Quintetto per pianoforte e archi
- Sestetto a corde
- Trio per violino, violoncello e pianoforte nº 2
- Sonata per violino e pianoforte
- Sonata per violoncello e pianoforte
- The hour glass, per pianoforte
- Divertiment per flauto, oboe, clarinetto e fagotto
- Rapsodia-Trio per due violini e alto
- Sonata per pianoforte
- The Sea suite orchestrale
- Summer, poema sinfonico
- Enter Spring per orchestra
- Oration per violoncello e orchestra
- Spring Song, per violoncello e pianoforte